# Crescenzio Sepe

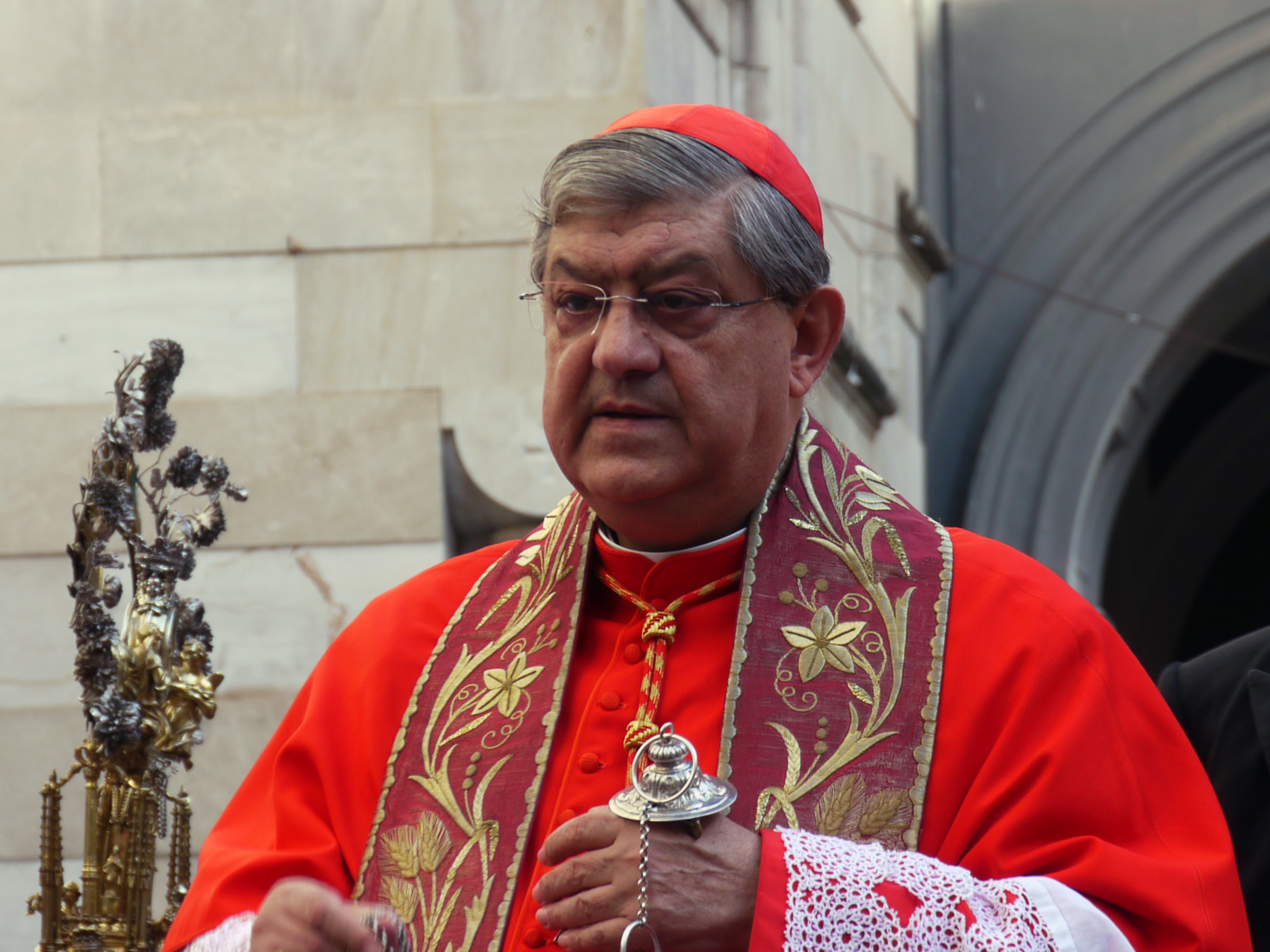
Crescenzio Kardinal Sepe

Wappen von Crescenzio Kardinal Sepe

Crescenzio Kardinal Sepe (* 2. Juni 1943 in Carinaro, Provinz Caserta, Italien) ist ein ehemaliger Kurienkardinal der römisch-katholischen Kirche und emeritierter Erzbischof von Neapel.

## Leben
Crescenzio Sepe empfing nach dem Studium der Philosophie und Theologie am 12. März 1967 das Sakrament der Priesterweihe für das Bistum Aversa. Nach weiterführenden Studien promovierte er in Theologie, Kanonischem Recht und Philosophie. Anschließend wirkte er als Dozent an der Lateranuniversität und an der Universität Urbaniana, ehe er als diplomatischer Gesandter nach Brasilien geschickt wurde. Papst Paul VI. verlieh ihm am 5. Juni 1977 den Ehrentitel Kaplan Seiner Heiligkeit (Monsignore). 1987 ernannte ihn Papst Johannes Paul II. zum Assessor im Staatssekretariat und zum Präsidenten der Kommission für Medienfragen des Vatikans.
Am 2. April 1992 ernannte ihn Johannes Paul II. zum Titularerzbischof von Gradum und Sekretär der Kongregation für den Klerus und spendete ihm am 26. April desselben Jahres die Bischofsweihe; Mitkonsekratoren waren der Krakauer Erzbischof, Franciszek Kardinal Macharski, und Kardinalstaatssekretär Angelo Sodano.
Am 21. Februar 2001 wurde er als Kardinaldiakon mit der Titeldiakonie Dio Padre misericordioso in das Kardinalskollegium aufgenommen.
Am 9. April desselben Jahres wurde er zum Kardinalpräfekten der Kongregation für die Evangelisierung der Völker berufen. Damit verbunden war die Aufgabe des Magnus Cancellarius der Päpstlichen Universität Urbaniana. Er war seit 15. Mai 2001 Mitglied der Kongregation für den Klerus, Papst Franziskus bestätigte ihn am 9. Juni 2014 in diesem Amt. Am 18. Mai 2001 wurde er Mitglied des Päpstlichen Rats für den interkulturellen Dialog und des Päpstlichen Rats für die sozialen Kommunikationsmittel. Am 6. September 2002 ernannte ihn der Papst zum Mitglied der Kongregation für die Glaubenslehre, am 8. November desselben Jahres des Päpstlichen Rats zur Förderung der Einheit der Christen und am 20. November 2004 des Päpstlichen Rats für die Gesetzestexte.
Sepe nahm am Konklave 2005 teil, in dem Benedikt XVI. gewählt wurde. Dieser ernannte ihn am 20. Mai 2006 zum Erzbischof von Neapel und erhob ihn zum Kardinalpriester. Am 1. Juli 2006 wurde er als Nachfolger von Michele Kardinal Giordano inthronisiert.
Nach dem Rücktritt Papst Benedikt XVI. wurde Kardinal Sepe am 4. März 2013 als Assistent des Kardinalkämmerers ausgelost (als Vertreter der Kardinalpriester). Damit gehörte er drei Tage der Sonderkongregation an, die untergeordnete Belange während der Sedisvakanz regelte. Er nahm am Konklave 2013 teil, das Papst Franziskus wählte.
Am 12. Dezember 2020 nahm Papst Franziskus seinen altersbedingten Rücktritt an.

## Ehrungen
- 1988: Großoffizier des Verdienstordens der Italienischen Republik[11]
- 1990: Großkreuz des Ordens für Verdienst[12]